# Hans Wenschkewitz
Hans Otto Wenschkewitz (* 2. Februar 1904 in Riga; † 8. Oktober 1987 in Osnabrück) war ein deutschbaltischer lutherischer Pfarrer und Superintendent von Osnabrück.

## Familie
Hans Wenschkewitz war ein Sohn des Rigaer Kaufmanns Otto Wenschkewitz und seiner Ehefrau Anna Ahboling (Adolny?) (1876–1954). Er war verheiratet in erster Ehe mit Anita Michelsson (1907–1952) und in zweiter Ehe mit Eta von Otte (1922–2004). Aus der ersten Ehe stammte seine Tochter Leonore Siegele-Wenschkewitz (1944–1999), Theologin und Kirchenhistorikerin.

## Leben
Wenschkewitz studierte Theologie von 1922 bis 1927 am Herder-Institut Riga und von 1927 bis 1929 an der Universität Leipzig, von der er 1929 mit einer Dissertation über Die Spiritualisierung der Kultusbegriffe: Tempel, Priester und Opfer im Neuen Testament zum Lic. theol. promoviert wurde. Am 30. Januar 1930 wurde er in Riga ordiniert und war dort zunächst Pastor und Privatdozent am Herder-Institut. 1940 wurde er Gemeindepastor an die Marienkirche in Belgard an der Persante (Hinterpommern) und kam nach dem Zweiten Weltkrieg 1948 nach Großgoltern.
Im Jahr 1950 erteilte ihm die Universität Münster einen Lehrauftrag für „Praktische Auslegung des Neuen Testaments“. 1951 wurde er als Pfarrer an die Marienkirche in Osnabrück berufen. 1957 wurde Wenschkewitz zum Rektor des Pastoralkollegs in Loccum bestellt. 1958 ernannte ihn die Universität Münster zum Honorarprofessor. Im Jahr 1963 kehrte Wenschkewitz nach Osnabrück zurück, da er zum Superintendenten der Stadt gewählt worden war. Dieses Amt übte er bis zu seinem Ruhestand am 1. Januar 1972 aus.
Seine Grabstätte befindet sich auf dem Hegerfriedhof in Osnabrück.

## Schriften
- Die Spiritualisierung der Kultusbegriffe: Tempel, Priester und Opfer im Neuen Testament. (Dissertation, Universität Leipzig). Pfeiffer, Leipzig 1932.
- Lutherische Abendmahlslehre heute. Vandenhoeck & Ruprecht, Göttingen 1960.